# Vincenzo Dai Destri
Vincenzo Dai Destri, oppure Vincenzo Dalle Destre (Treviso, ... – Treviso, 1542), è stato un pittore italiano.

## Biografia
Vincenzo Dai Destri, figlio del fabbro Giovanni, allievo di Gerolamo da Treviso, fu attivo prevalentemente a Treviso, dove è ricordato nel 1492, nel 1501, nel 1503, e a Venezia, dove nel 1495 si fece notare come collaboratore di Giovanni Bellini nei lavori per il Palazzo Ducale, svolti per una paga di 36 ducati.
L'11 aprile 1501, il Dai Destri, definito ormai cittadino di Treviso, ricevette dalla Scuola dei barbieri della città l'incarico di dipingere uno stendardo dorato con le immagini dei Santi Cosma e Damiano.
Fra il 1505 e il 1537 è nuovamente attivo a Venezia; nel 1530 è incluso fra i membri della locale confraternita di pittori.
Molto apprezzato dai suoi contemporanei, sono ben poche le sue opere conservate nel corso dei secoli. Tra queste si può menzionare la pala di Sant'Erasmo, l'unica datata con certezza (1503).
Se agli esordi seguì gli insegnamenti di Girolamo da Treviso il Vecchio, dal quale si distinse per una maggiore plasticità e per un più accentuato linearismo, tramite il maestro conobbe le opere del Montagna, oltre che dell'arte padovana. Importante fu senz'altro lo studio dei lavori di Alvise Vivarini e soprattutto di Giovanni Bellini, di cui fu discepolo, firmando la Presentazione di Gesù al tempio del Museo Correr (Venezia).
Tra le attribuzioni si possono menzionare la pala con la Madonna e il Bambino in trono tra i santi Andrea e Liberale (Venezia, Gallerie dell'Accademia);La Circoncisione del Museo Correr veneziano, derivate forse da disegni del Bellini; la Sacra Famiglia e Santi nel Museo Civico di Treviso.
Il Dai Destre collaborò forse, entro il primo decennio del 1500, all'impresa corale del soffitto della chiesa veneziana di Santa Maria dei Miracoli. Purtroppo il non buono stato di conservazione delle singole tavole, rende difficili identificazioni sicure.

## Opere
- Stendardo dorato con le immagini dei Santi Cosma e Damiano, Treviso, (1501);
- Pala di Sant'Erasmo, (1503);
- Presentazione di Gesù al tempio, Museo Correr, Venezia;
- Madonna e il Bambino in trono tra i santi Andrea e Liberale, Gallerie dell'Accademia, Venezia;
- La Circoncisione, Museo Correr, Venezia;
- Sacra Famiglia e Santi, Museo Civico, Treviso.